# مصفوفة المدخل الوحيد
في الرياضيات، مصفوفة المدخل-الفردي (بالإنجليزية: single-entry matrix)‏ هي مصفوفة حيث يكون العنصر الوحيد هو الواحد وباقي العناصر أصفارا , على سبيل المثال,
{\displaystyle \mathbf {J} ^{23}=\left[{\begin{matrix}0&0&0\\0&0&1\\0&0&0\end{matrix}}\right]}